# Yitao (köpinghuvudort i Kina, Jiangsu Sheng, lat 34,08, long 119,10)
Yitao är en köpinghuvudort i Kina. Den ligger i provinsen Jiangsu, i den östra delen av landet, omkring 230 kilometer norr om provinshuvudstaden Nanjing. Antalet invånare är 55 153. Befolkningen består av 27 537 kvinnor och 27 616 män. Barn under 15 år utgör 21,0 %, vuxna 15-64 år 67 %, och äldre över 65 år 10,0 %.